# Cây cối xay
Cây cối xay (danh pháp hai phần: Abutilon indicum L., đồng nghĩa Sida indica L.) là một loại cây thuộc Họ Cẩm quỳ (Malvaceae). Còn gọi là cây dằng xay, kim hoa thảo, ma mãnh thảo, nhĩ hương thảo. Thuộc họ Bông (Malvaceae).

## Mô tả cây
Cây nhỏ mọc thành bụi, cao chừng 1-1.5m. Toàn thân và các bộ phận của cây đều mang lông măng. Lá mềm, hình tim đầu nhọn dày rộng chừng 10 cm. Hoa vàng to mọc ở kẽ lá, đơn màu vàng, cuống hoa dài bằng cuống lá. Đài 5 răng không có tiểu đài. Nhị nhiều. Nhụy gồm tới 20 lá noãn. Toàn bộ trồn giống cái bánh xe hay cái cối xay. Mỗi lá noãn chứa tới ba hạt, nhẵn, màu đen nhạt hình thận.

## Phân bố, thu hái và chế biến
Mọc hoang ở khắp nơi trên cả nước. Còn mọc tại các nước vùng nhiệt đới châu Á, Malaysia, Indonesia. Cây cối xay có chứa nhiều nhớt, thường mọc ở đất khô. 
Thường người ta dùng lá, thân, rễ và quả tươi hay khô. Vỏ cây còn cho một thứ sợi trắng bóng, dùng làm dây buộc. 

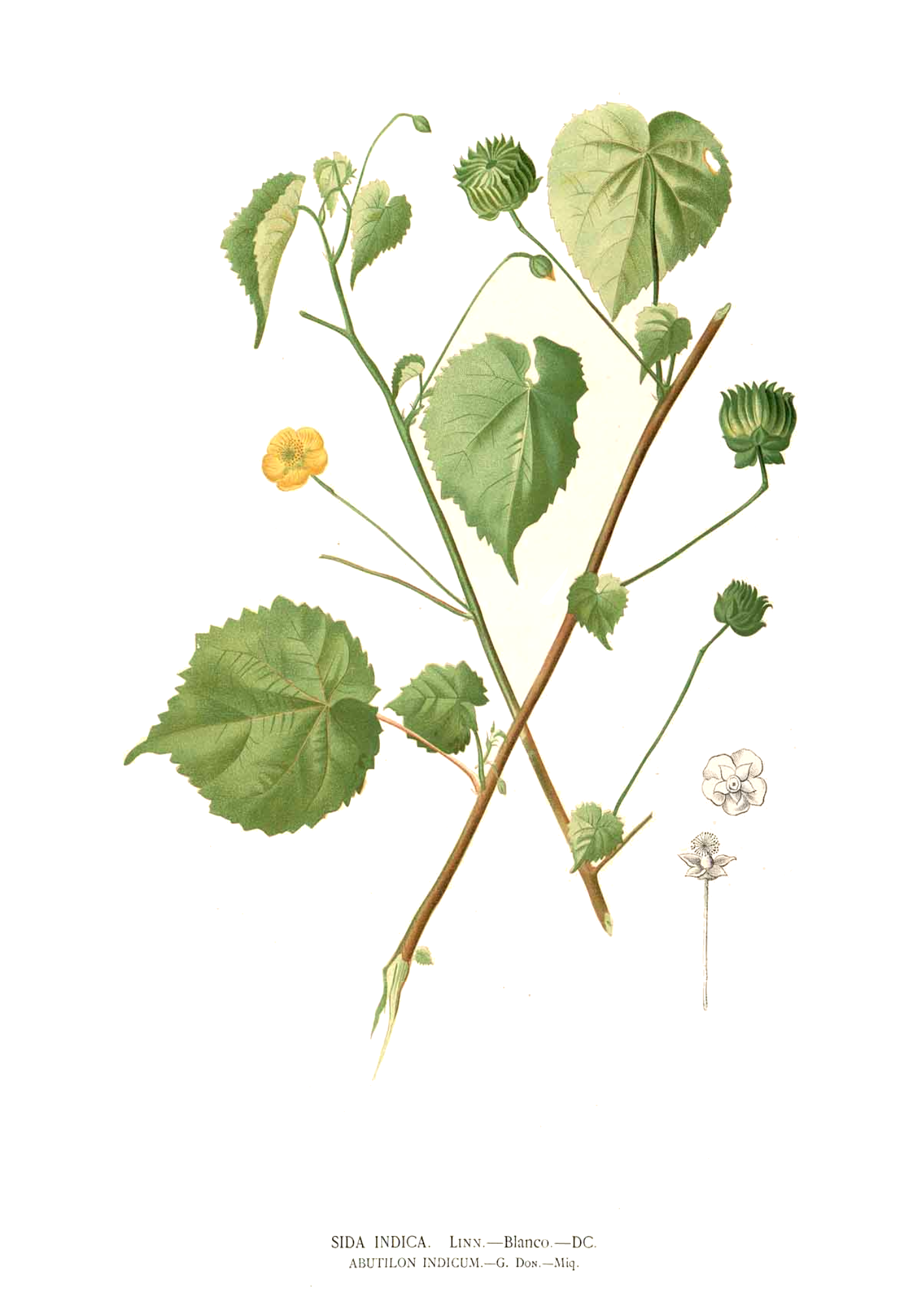
Cây cối xay

## Công dụng và liều dùng
Cối xay là một vị thuốc dân gian. Trong Đông y, người ta cho rằng cối xay có vị ngọt, tính bình, có tác dụng tán phong, thanh huyết nhiệt, có thể thăng thanh, giáng trọc, khai khiếu, hoạt huyết, chữa tai điếc rất tốt.
Thường người ta dùng lá giã đắp mụn nhọt hay sắc uống thông tiểu tiện, cho mát, chữa sốt, tiểu tiện đỏ. Có khi người ta dùng cả rễ như dùng lá.
Ngày dùng 4-6g dưới dạng thuốc sắc. Dùng ngoài da thì không kể liều lượng.

## Hình ảnh

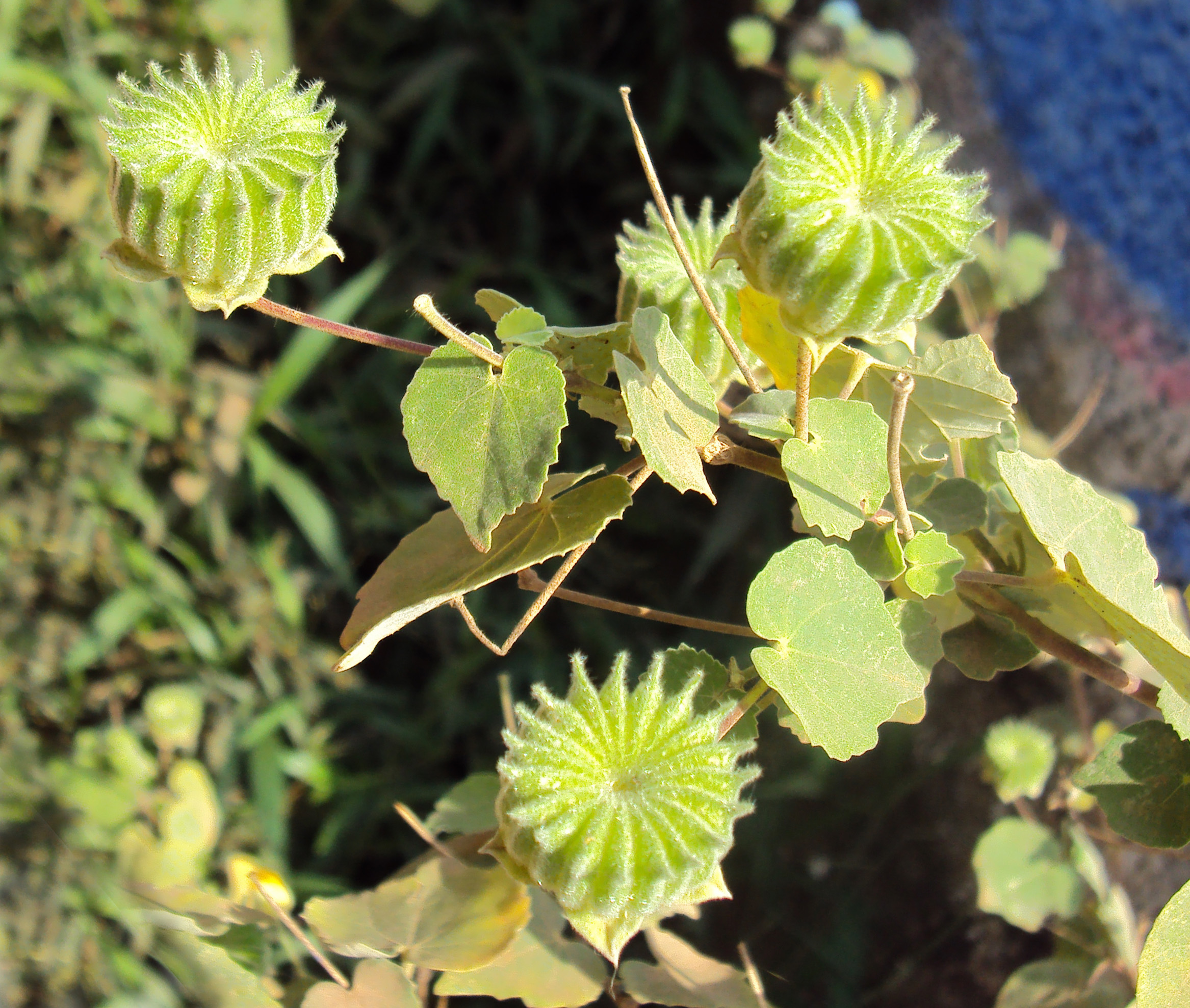
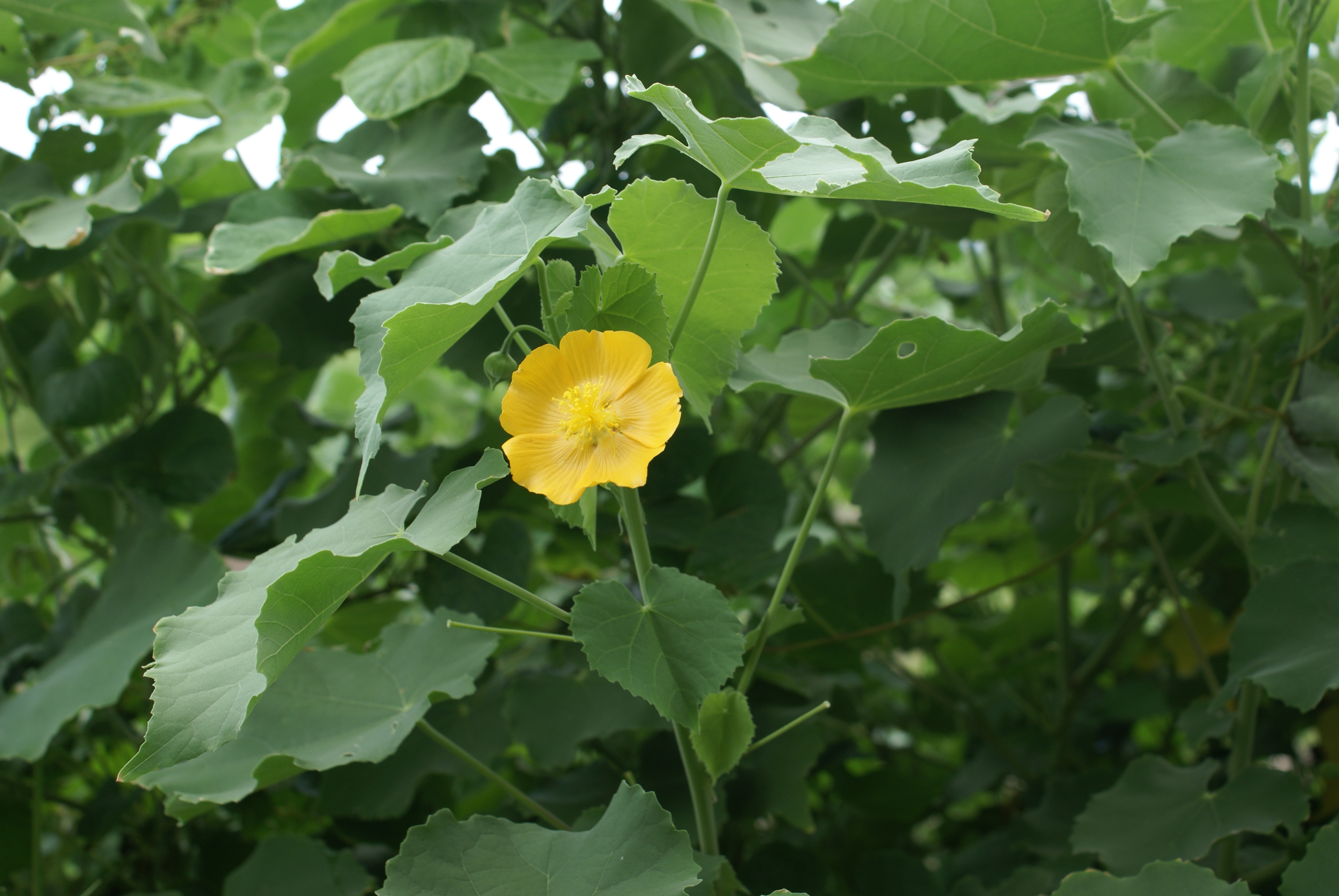
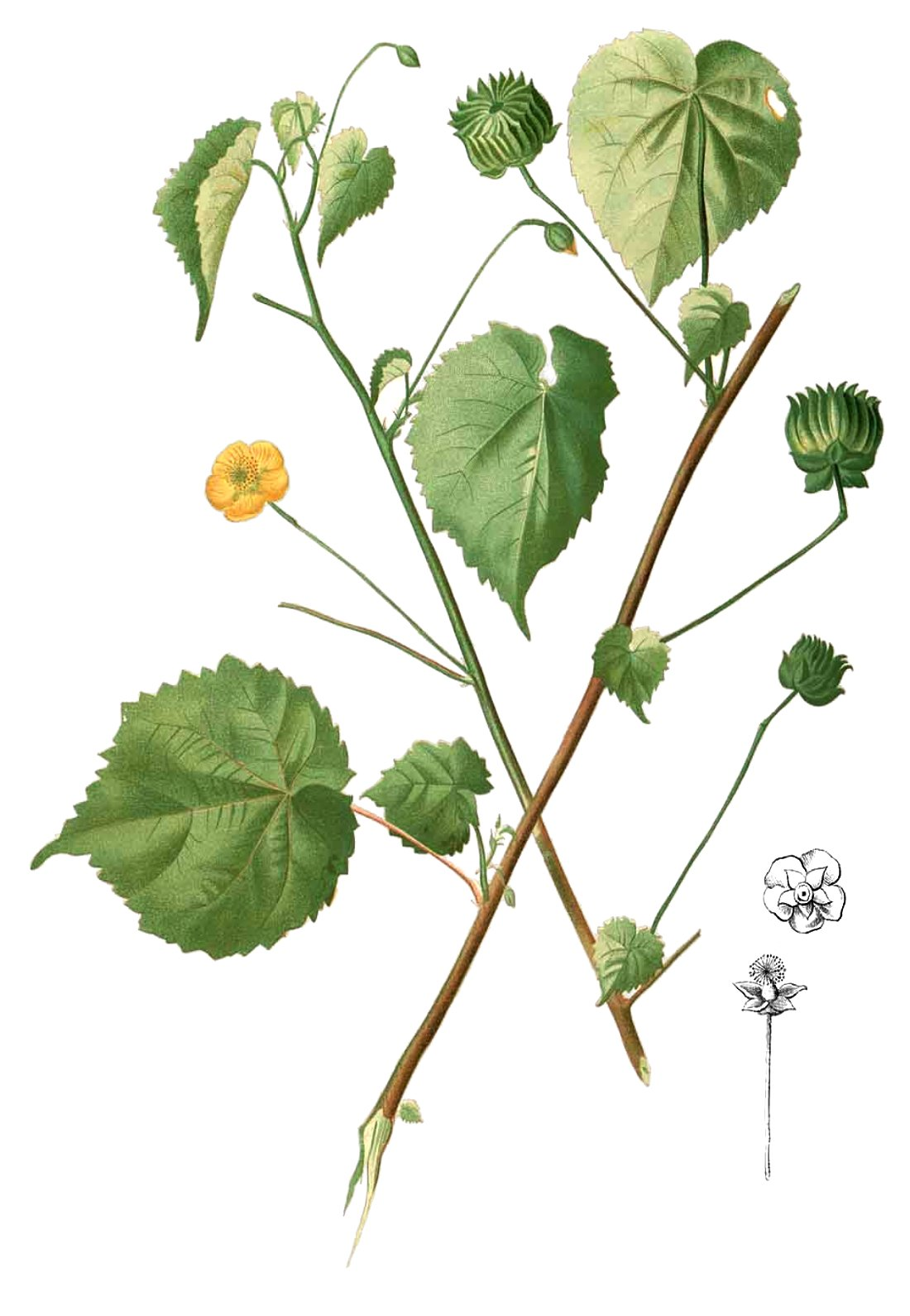
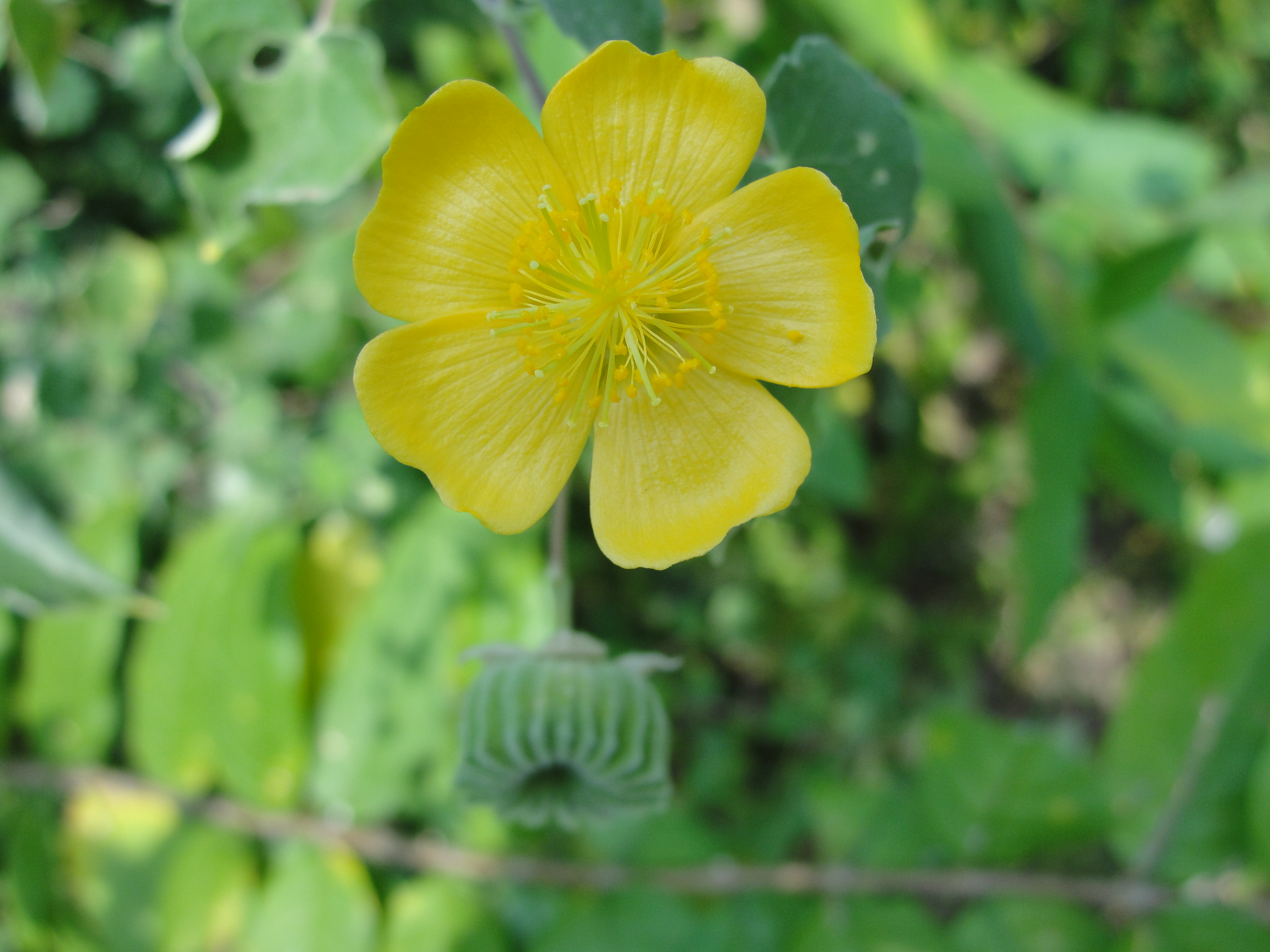
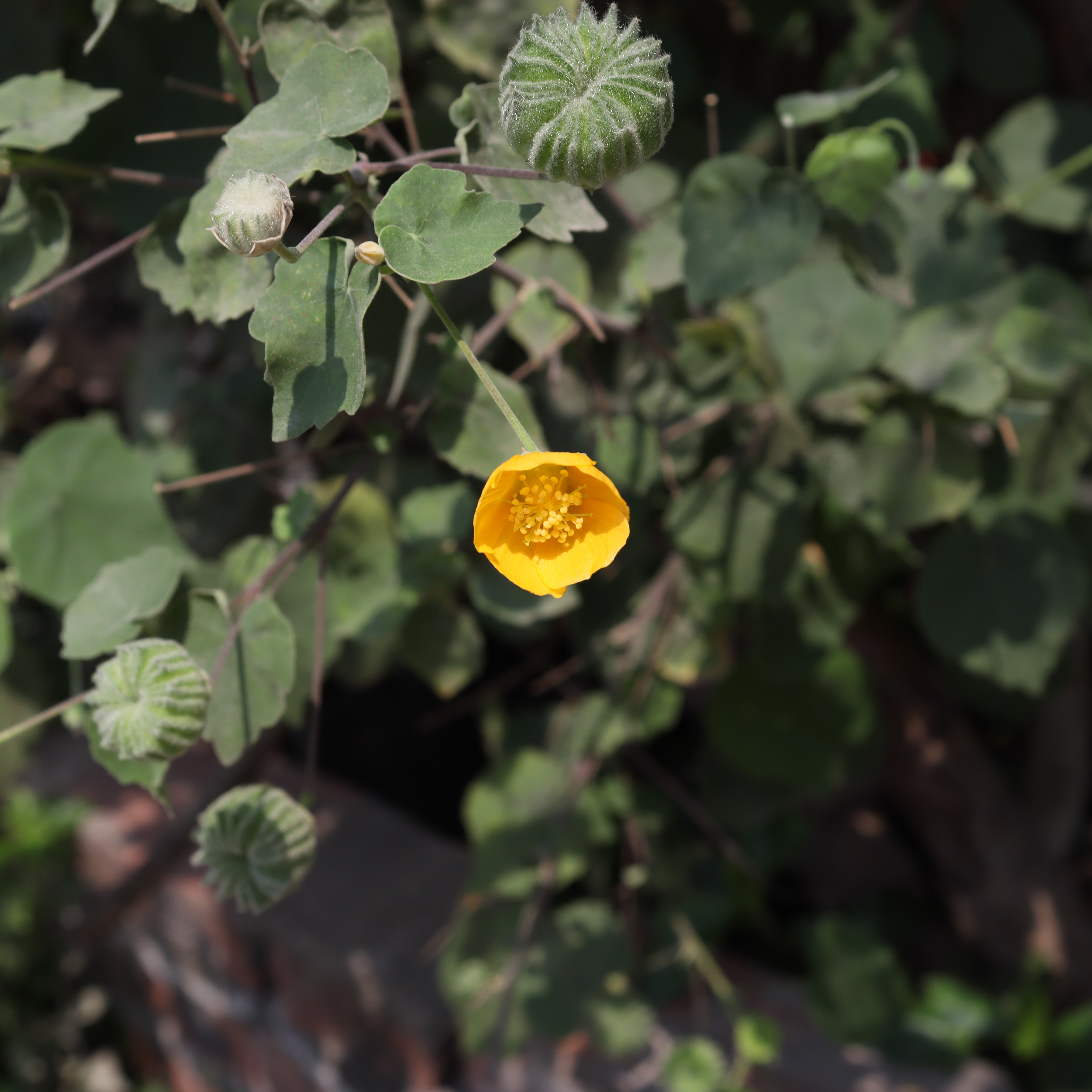
Hoa cây cối xay

 Tư liệu liên quan tới Abutilon indicum tại Wikimedia Commons